# Jack Wild
Jack Wild (Royton, Lancashire, Reino Unido, 30 de setembro de 1952 - Tebworth, Bedfordshire, Reino Unido, 1 de março de 2006) foi um ator britânico de cinema e teatro. Ficou famoso por sua atuação em Oliver!, filme musical que recebeu o Oscar de melhor filme em 1968, e pelo qual Wild foi indicado ao Oscar de ator coadjuvante, aos 16 anos, no papel de Artful Dodger.

## Biografia
Wild nasceu em uma família da classe trabalhadora em Royton, nova Oldham, Lancashire; o pai era um operário e a mãe, açougueira. Mudou-se em seguida para Hounslow, oeste de Londres, com os pais. Ele foi descoberto durante uma partida de futebol por June, mãe de Phil Collins, da banda Genesis. Wild foi educado na escola Barbara Speake Stage School, em Acton, Londres.
Na premiére do filme Oliver!, em 1968, encontrou os irmãos Sid e Marty Krofft, que o convidaram para o show H.R. Pufnstuf (br: “A Flauta Mágica”). Wild estrelou na TV, com o show, em 1969, interpretando 'Jimmy', um rapaz que visita 'Living Island' (uma ilha mágica) com seu amigo Freddy. Wild também estrelou depois o filme Pufnstuf, em 1970. Com a carreira em ascendência, fez um álbum para a Capitol Records, e dois para a Buddah Records nos anos 70; os três álbuns foram denominados The Jack Wild Album, Everything's Coming Up Roses, e Beautiful World.
Seu irmão mais velho, Arthur, também era ator e estrelou a versão teatral de Oliver! Em Londres. Arthur Wild morreu em setembro de 2000.

## Alcoolismo
Wild começou a beber e fumar aos doze anos, o que arruinou sua carreira e seu casamento com a namorada de infância, Gaynor Jones, que o deixou em 1985, devido ao seu alcoolismo. O vício o levou a 3 ataques cardíacos, com várias internações, até que, em 1989, parou de beber. Wild, em meados de 2000, avisou ao ator britânico Daniel Radcliffe, de Harry Potter, sobre o sucesso precoce e suas consequências.

## Recuperação
Após vencer o alcoolismo, Wild volta ao cinema em papéis menores, tais como em Robin Hood: Prince of Thieves, de Kevin Costner, em 1991. Foi aventado para uma comédia de TV com Suzi Quatro, mas os planos nunca se materializaram. Wild passou o resto de sua carreira trabalhando no teatro. Ele também teve um breve relacionamento com Lisa Ward em 1989. 

## Morte
Wild morreu em 1º de março de 2006, aos 53 anos, após uma longa batalha contra o cancer bucal, provavelmente causado pelo alcoolismo e tabagismo, diagnosticado em 2000,, ele passou por uma cirurgia em julho de 2004 e teve parte de sua língua e as duas cordas vocais removidas. Devido a esta cirurgia, ele perdeu a sua voz e teve de se comunicar através de sua esposa, Clare Harding, que conheceu quando estavam atuando em “Jack and the Beanstalk”, em Worthing.
Wild está enterrado no Cemitério Paroquial Toddington. Jack escreveu uma autobiografia, ainda inédita no Brasil.

## Filmografia

### Cinema
- Moussaka & Chips (2005)
- Basil (1998)
- Robin Hood: Prince of Thieves (Robin Hood - Príncipe dos Ladrões) (1991)
- Keep It Up Downstairs (1976)
- Alice (1981)
- The Fourteen (Reino Unido)/ Existence (filme 1973) (EUA) e The Wild Little Bunch (EUA) (1973)
- Caterpiller Taxis (1972)
- The Pied Piper (1972) (1972)
- The Wild Little Bunch (1972)
- Melody (“Melody, Quando Brota o Amor”) (1971)
- Flight of the Doves (1971)
- Pufnstuf/ Pufnstuf Zaps the World (1970)
- Oliver! (1968)
- Danny the Dragon (1967)

### Televisão
- "Lock, Stock..." 1 episódio, And Spaghetti Sauce (2000)
- "Wales Playhouse" .... Phil (1 episódio, Archangel Night Out (1995)
- "Unsolved Mysteries" .... Passerby (1 episódio, Agatha Christie (1994)
- "The Ravelled Thread" (1980)
- "Everyday Maths" (9 episódios, 1978-1979):

1. Fast and Furious (1979)
2. Try It for Size (1979)
3. Say It with Figures: 2 episódios (1979)
4. Which Way to Go? (1979)
5. Ten Per Cent Per Ted (1979)

- "Our Mutual Friend" (5 episódios, 1976)
- "The Onedin Line" (2 episódios, 1972)

1. A Woman Alone (1972)
2. Cry of the Blackbird (1972)

- H.R. Pufnstuf (“A Flauta Mágica”) (17 episódios, 1969-1971)
- "The Red Skelton Show" (1 episódio, 1969)
- "Thirty-Minute Theatre" (1 episódio, First Confession (1969)
- "Armchair Theatre" (1 episódio, A Foot in the Door (1969)
- "Knock Three Times" (1968)
- "Z Cars" (3 episódios, 1967-1968)

1. A Matter for Thought: Parte 2 (1968)
2. You Want 'Em - You Find 'Em: Parte 2 (1967)
3. You Want 'Em - You Find 'Em: Parte 1 (1967)

- "Sir Arthur Conan Doyle" (1 episódio, The Black Doctor (1967)
- "George and the Dragon" (1 episódio, Merry Christmas (1966)
- "Theatre 625" (2 episódios, 1966)

1. The Queen & the Welshman (1966)
2. The Wesker Trilogy: I'm Talking About Jerusalem (1966)

- "The Wednesday Play" (1 episódio, A Game, Like, Only a Game (1966)
- "Out of the Unknown" (1 episódio, Come Buttercup, Come Daisy, Come...? (1965)

## Premiações e indicações
- Indicação ao Oscar de melhor ator coadjuvante por Oliver! (1968)
- Indicação ao BAFTA por melhor coadjuvante revelação por Oliver! (1968)
- Indicação ao Globo de Ouro de melhor revelação por Oliver! (1968)